# Rivas Futura
Rivas Futura – stacja metra w Madrycie, na linii 9. Znajduje się w Rivas-Vaciamadrid i zlokalizowana jest pomiędzy stacjami Rivas Urbanizaciones i Rivas Vaciamadrid. Została otwarta 11 lipca 2008.